# جون سانت كلير
جون سانت كلير (بالإنجليزية: John St. Clair)‏ هو لاعب كرة قدم أمريكية أمريكي، ولد في 15 يوليو 1977 في روانوك في الولايات المتحدة.

## وصلات خارجية
- جون سانت كلير على موقع مرجع كرة القدم المحترفة.كوم (الإنجليزية)